# Gabriel da Bélgica
Gabriel Balduíno Carlos Maria (em francês: Gabriel Baudouin Charles Marie; em holandês: Gabriël Boudewijn Karel Maria; Anderlecht, 20 de agosto de 2003) é um príncipe da Bélgica. Ele é a segunda criança e primeiro menino do atual rei Filipe da Bélgica e de sua esposa, a rainha Matilde; por parte de pai, é um neto do ex-rei Alberto II da Bélgica. Ele é chamado apenas como Príncipe Gabriel da Bélgica na mídia em geral.
Ele é atualmente é o segundo na direta linha de sucessão ao trono belga.  Gabriel possui uma irmã maior, a princesa Isabel, Duquesa de Brabante (atual herdeira aparente belga); e ainda outros dois irmãos caçulas: o príncipe Emanuel da Bélgica e a princesa Leonor da Bélgica.

## Nascimento
O Príncipe Gabriel da Bélgica nasceu em Anderlecht no dia 20 de agosto de 2003; ele é a segunda criança no geral e o primeiro varão nascido do Rei Filipe da Bélgica e da sua esposa, a rainha consorte Matilde, Consorte da Bélgica. Tendo nascido a 01h14 (horário local), no Hospital Erasmus. Na ocasião, pesava 4 Kg e media 52 centímetros.
Seus nomes são:
- Gabriel: Devido ao desejo dos pais de se ter um diálogo multicultural. Gabriel é um nome muito comum nas tradições cristã, judia e muçulmana;
- Balduíno: Em homenagem ao seu tio-avô, o Rei Balduíno da Bélgica;
- Carlos: Em honra ao seu tio materno, o Conde Carlos Henrique d'Udekem d'Acoz;
- Maria: Em homenagem a Virgem Maria, por questões religiosas, todos os membros da família real belga recebem o nome Marie ou suas variantes, Mary ou Maria.

## Batizado
Gabriel foi batizado no Castelo Real de Ciergnon, no dia 25 de outubro de 2003. O Príncipe Gabriel foi batizado pelo cardeal Godfried Daneels, tendo como padrinhos a Baronesa Hans-Ulrich von Freyberg (afilhada de Filipe da Bélgica) e o Conde Carlos-Henrique d'Udekem d'Acoz (seu tio materno).

## Hobbies
O Príncipe Gabriel toca piano. Ele também pratica diversos esportes: Futebol, Ciclismo, Ténis, Natação pura, Esqui, Vela. Ele também é membro do clube de Hóquei.

## Títulos e estilos
• 20 de agosto de 2003 - presente: "Sua Alteza Real, o Príncipe Gabriel da Bélgica" 